# Loka (singolo)
Loka è un singolo del duo musicale brasiliano Simone & Simaria, pubblicato il 6 gennaio 2017 come primo estratto dalla prima raccolta Duetos.
Il brano, vincitore del Prêmio Multishow de Música Brasileira, vede la partecipazione della cantante brasiliana Anitta.

## Video musicale
Il video musicale, che conta la partecipazione dell'attore statunitense Peter Hermann e diretto da Anselmo Troncoso, è stato pubblicato il 6 gennaio 2017 in concomitanza con l'uscita del singolo.

## Tracce
Testi e musiche di Kayky Ventura, Rafael Silva de Queiroz, Simaria Mendes Rocha Escrig e Simone.
Download digitale
1. Loka (feat. Anitta) – 3:35

Download digitale – Katryna Remix
1. Loka (feat. Anitta) (Katryna Remix) – 4:34

## Formazione
- Simone – voce
- Simaria – voce, produzione
- Anitta – voce aggiuntiva
- Cabrera – produzione

## Classifiche

### Classifiche settimanali
| Classifica (2017) | Posizione massima |
| ----------------- | ----------------- |
| Brasile           | 6                 |

### Classifiche di fine anno
| Classifica (2017) | Posizione |
| ----------------- | --------- |
| Brasile           | 11        |